# Baptysterium

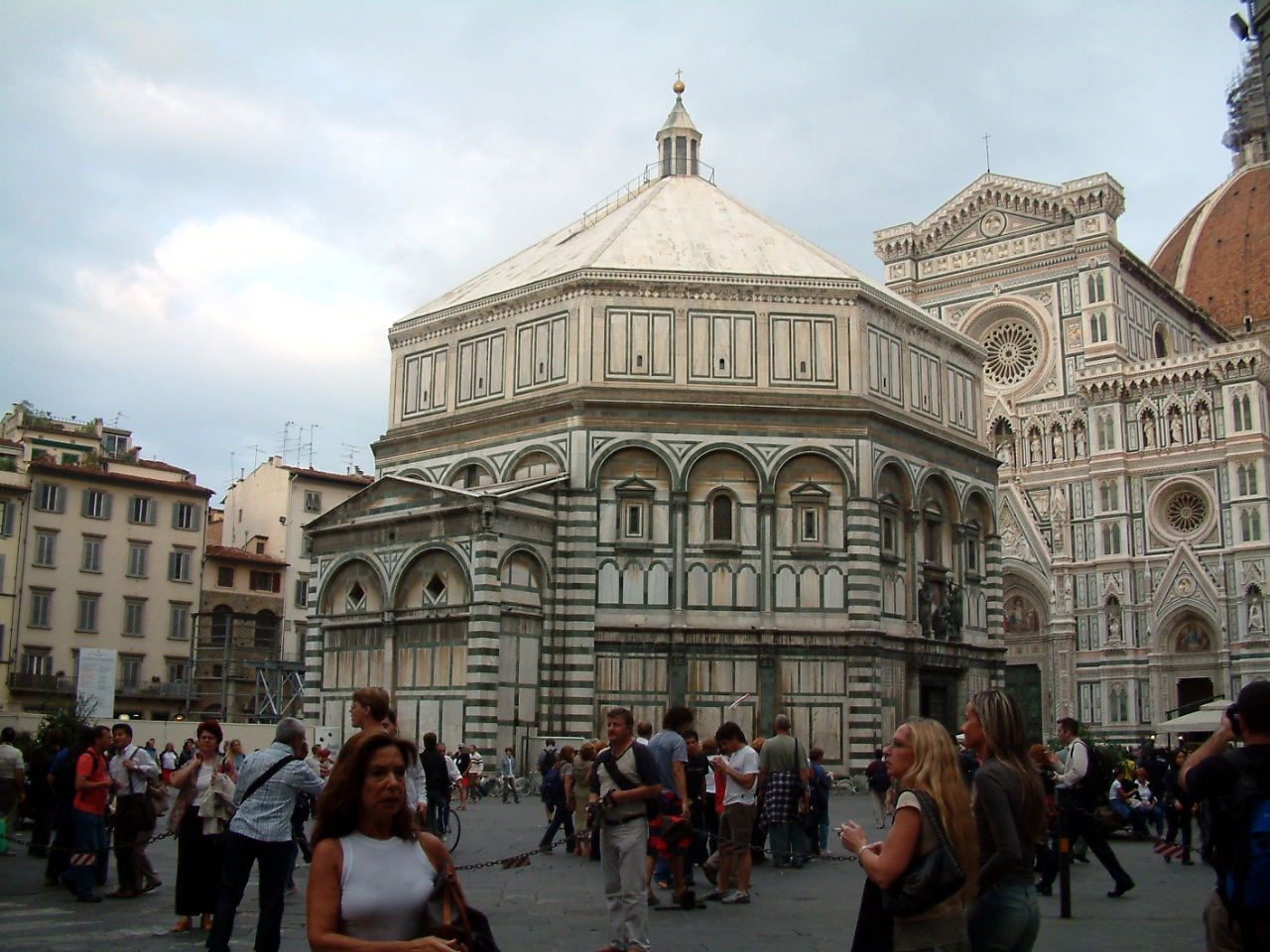
Baptysterium we Florencji

Baptysterium (łac. baptisterium z gr. βαπτιστήριον od βαπτίζειν 'zanurzać') – budowla wznoszona przez chrześcijan, przeznaczona do wykonywania obrzędu chrztu, niekiedy usytuowana w pobliżu kościoła. Określenie „baptysterium” odnosi się także do samej niecki (sadzawki, basenu) chrzcielnej, umożliwiającej przynajmniej częściowe zanurzenie kandydata do chrztu.

## Historia
O ile forma udzielania chrztu we wczesnym chrześcijaństwie jest dobrze znana, to wygląd miejsc, w których udzielano tego obrzędu pozostaje dla najwcześniejszego okresu hipotetyczny. Najstarsze znane baptysterium (III wiek) zachowało się w Dura Europos; było to jedno z pomieszczeń w domu chrześcijan, w którym przy jednej ścianie ustawiono basen chrzcielny, obudowany aediculą. W IV wieku funkcję baptysteriów pełniły niczym niewyróżniające się pomieszczenia, przylegające do kościoła.
Struktura architektoniczna baptysteriów ukształtowała się dopiero w drugiej połowie IV wieku. Obok wolnostojących, prostych, czworobocznych budynków (takich jak baptysteria przy bazylice Narodzenia Pańskiego w Betlejem, w Trewirze albo Akwilei) pojawiały się pod koniec tego wieku bardziej skomplikowane (np. z Timgadu albo Tipasy). Plan centralny (koła lub wieloboku) w IV wieku był jeszcze mało popularny, ale od V wieku stał się dominującym. Na planie oktogonalnym wzniesiono baptysterium w Mediolanie, baptysterium San Giovanni in Fonte przy bazylice św. Jana na Lateranie z IV w. (przebudowane w V w.) oraz Baptysterium Ortodoksów w Rawennie z przełomu IV i V w.
Głównym elementem w budynku była piscina, zbiornik na wodę. W IV wieku chrzczono przez trzykrotne zanurzenie lub polanie wodą; do końca tego wieku łącznie z chrztem udzielano sakramentu bierzmowania. Baptysteria zaczęły zanikać w średniowieczu wraz ze zmianą obrzędu chrztu: zastąpieniem zanurzania ciała przez polewanie i wprowadzeniem chrztu dzieci. Na ich miejscu pojawiły się chrzcielnice, stojące wewnątrz kościoła.
Przykłady baptysteriów
- San Giovanni in Fonte przy bazylice św. Jana na Lateranie w Rzymie,
- Baptysterium we Florencji
- Baptysterium Ortodoksów w Rawennie
- Baptysterium Arian w Rawennie
- Baptysterium w Padwie
- Baptysterium w Parmie

## Domniemane baptysteria na ziemiach Polski

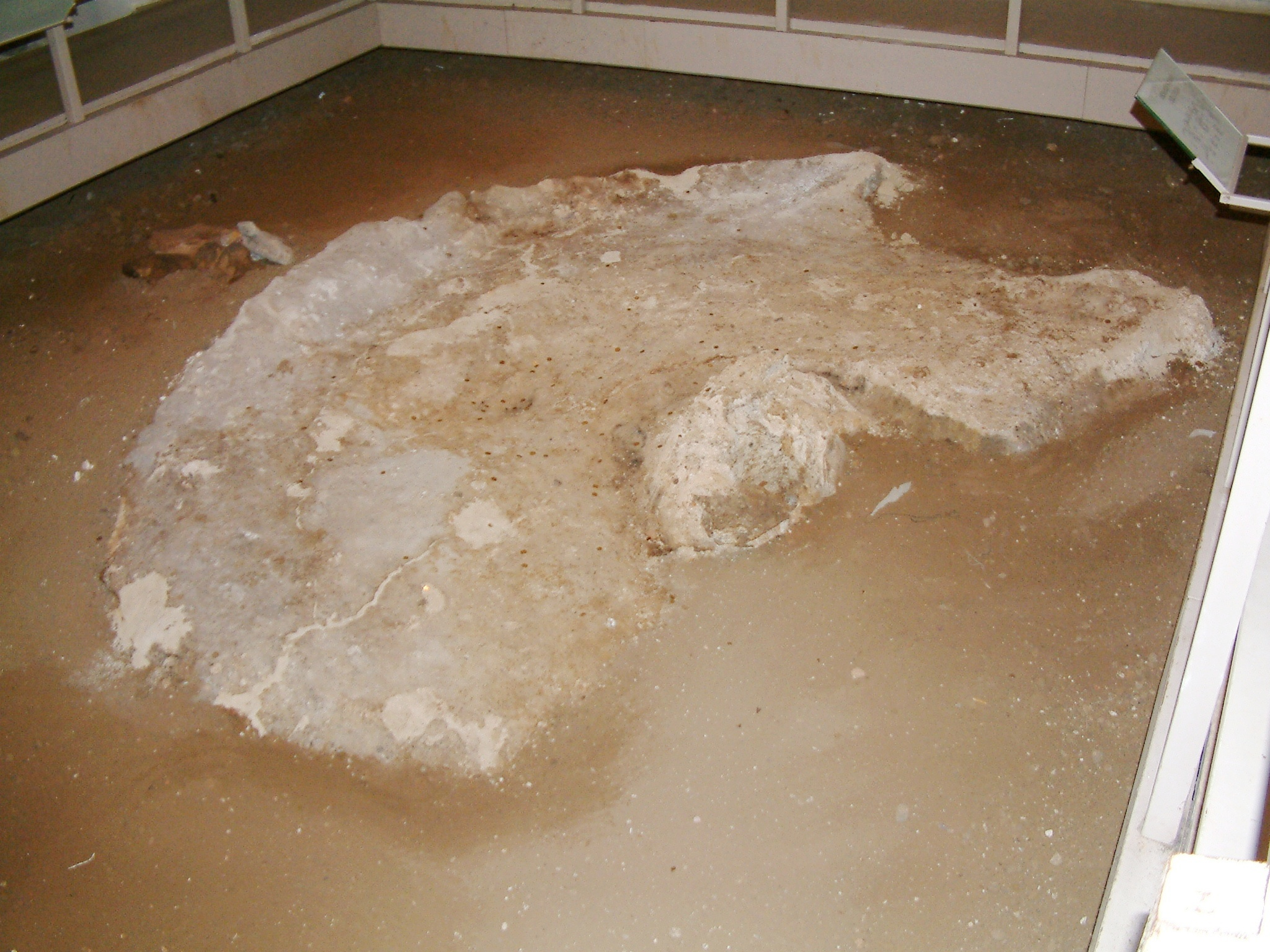
Hipotetyczna misa chrzcielna, katedra w Poznaniu

W Polsce baptysteria jako osobne budynki nie były nigdy budowane. Przedmiotem dyskusji jest natomiast obecność na terenie dawnej Polski basenów chrzcielnych (piscin). W Poznaniu (baptysterium na Ostrowie Tumskim) i w Wiślicy, obok fundamentów najstarszych kościołów odkryto okrągłe w planie, płytkie zagłębienia z zaprawy wapiennej, które interpretowane są przez niektórych badaczy jako prymitywne sadzawki chrzcielne: otoczone zasłonami, ze stojącym pośrodku słupem. Ceremonie masowych chrztów misyjnych opisane są bowiem w Żywotach św. Ottona z Bambergu. Podobne musiały mieć miejsce w Polsce. Jak sądzono, po masowym obrzędzie chrztu, w miejscu prowizorycznego baptysterium wznoszono następnie kościół. Obecnie przeważa jednak pogląd, że te „misy chrzcielne” stanowią po prostu pozostałości mieszalników do zaprawy wapiennej, używanej przy wznoszeniu kościołów. Świadczą o tym koliste ślady na ich dnach, a także ikonografia zachodnioeuropejska, ukazująca takie właśnie wczesnośredniowieczne urządzenia. Po raz pierwszy koncepcję taką przedstawił prof. Andrzej Tomaszewski, ostatnio wsparł ją także prof. Przemysław Urbańczyk. Masowe chrzty w momencie konwersji odbywały się zatem zapewne poprzez zanurzenie w wodach rzek lub jezior.
Inna natomiast sytuacja stwierdzona została na Ostrowie Lednickim, gdzie w kaplicy palacjalnej odkryto dwa zagłębienia w podłodze. Te zagłębienia są interpretowane jako baseny chrzcielne służące księciu i jego najbliższemu otoczeniu.